# Kazik Staszewski

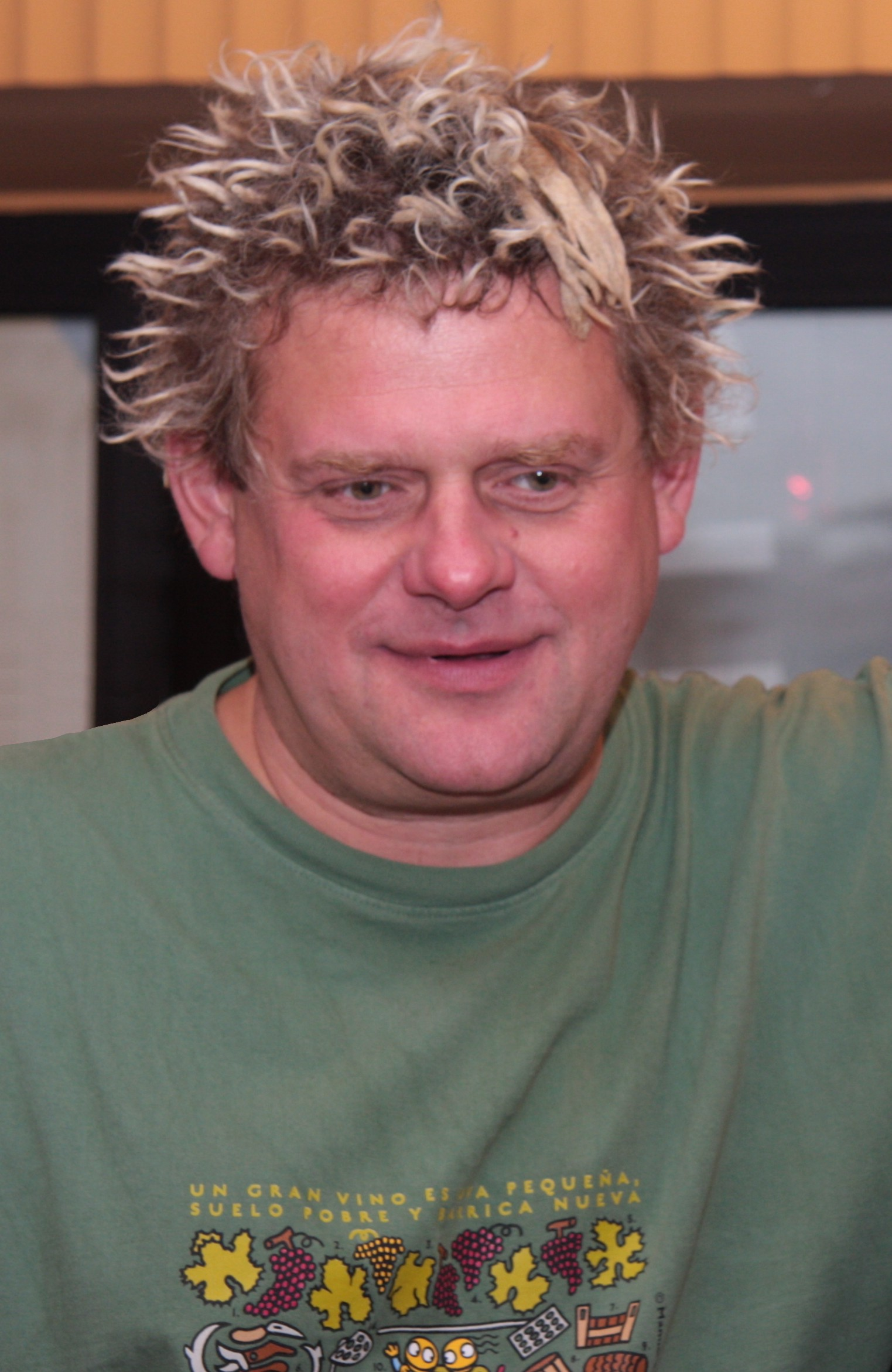
Kazik Staszewski 2008

Kazimierz Staszewski (auch: Kazik Staszewski oder nur Kazik) (* 12. März 1963 in Warschau) ist ein polnischer Rock/Punk/Rap-Sänger, Texter und Saxophonist.

## Leben
Kazik wuchs mit seiner Mutter und Großmutter in Warschau auf. Seinen Vater Stanisław Staszewski, ein Poet und Musiker, kannte er kaum. Als er vier Jahre alt war, musste der Vater die Familie auf Grund von Streitigkeiten mit dem sozialistischen Regime verlassen und floh nach Frankreich, wo er im Januar 1973 starb. Im Mai 1981 legte Kazik das Abitur ab. 
1979 gründete er die Band Poland, aus der 1981 Novelty Poland hervorging. Der Name Novelty Poland leitet sich vom Song Novelty der Band Joy Division ab. Novelty Poland löste sich nach drei Monaten und einem Konzert auf. 1982 rief Kazik auf der Basis von Novelty Poland die Band Kult ins Leben; 1992 gründete er Kazik na Żywo und 1998 El Doopa. 1991 begann er parallel dazu eine Solokarriere. 
Kaziks Musik lässt sich hauptsächlich Rock und Punk-Rock zuordnen; in seiner Musik sind aber auch Reggae-, Rap- und Jazzelemente zu finden. Die meisten seiner Songs singt Kazik auf Polnisch, einzelne Songs oder Textpassagen sind auch in Russisch, Englisch oder Deutsch. Viele seiner Texte sind gesellschaftskritisch oder mit einem politischen Hintergrund. 1991 rief das Lied Wałęsa dawaj nasze sto milionów! („Wałęsa – gib uns unsere hundert Millionen“) eine nationale Diskussion hervor, bei der sich sogar Lech Wałęsa, der im Song kritisierte damalige Präsident Polens, zu Wort meldete.
Kazik wurde mit einigen Preisen ausgezeichnet (Paszport Polityki, Fryderyki, Machinery). Bei den MTV Europe Music Awards 2001 wurde Kazik mit dem Preis für die beste polnische Band („Best Polish Act“) ausgezeichnet, den er jedoch ablehnte – wie einige andere Auszeichnungen zuvor auch, da er der Vereinnahmung seiner Musik durch Vermarktung und Kommerz ablehnend gegenübersteht.

## Twój ból jest lepszy niz mój
Der Song Twój ból jest lepszy niz mój („Dein Schmerz ist besser als meiner“) handelt von einem Mann, der am 10. April 2020 mit Luxuslimousine und Bodyguards vor dem eigentlich wegen der Corona-Pandemie geschlossenen Warschauer Powązki-Friedhof vorfährt und dort frische Blumen auf das Grab seiner Mutter legt. Ohne seinen Namen zu nennen, richtet sich das Stück gegen den Parteichef der regierenden Nationalpopulisten von der Partei Recht und Gerechtigkeit (PiS), Jarosław Kaczyński.
Die Hörer der wöchentlichen Hitparade des Radiosenders Trojka wählten den Song auf den ersten Platz. Am 16. Mai 2020 veröffentlichte der Trojka-Chefredakteur eine Erklärung, in der er sich für den angeblichen Bruch der Regeln und das Einführen eines Liedes von außerhalb der Liste entschuldigte. Das  Endergebnis der Hitparade sei verfälscht worden. Die Redaktion habe sich entschlossen, die Abstimmung über die Hitliste für ungültig zu erklären. Polnische Musiker und Oppositionelle sprachen von Zensur, und auch in den Reihen der PiS und ihrer Anhänger regte sich Unmut über diesen Eingriff in die Kunstfreiheit. 
Der Moderator der Sendung, Marek Niedzwiecki, kündigte am 18. Mai 2020. Er erklärte, dass er die Zusammenarbeit mit dem Sender angesichts des Vorwurfs, er habe die Hitparade unlauter vorbereitet, einstelle. Über zehn weitere Musikmoderatoren verließen den Sender ebenfalls. Mehrere Künstler riefen zum Boykott des Senders auf.

## Diskografie von Kazik und seinen Bands

### Kazik
| Jahr | Titel                               | Höchstplatzierung, Gesamtwochen, AuszeichnungChartsChartplatzierungen (Jahr, Titel, Platzierungen, Wochen, Auszeichnungen, Anmerkungen) | Anmerkungen                           |
| Jahr | Titel                               | PL | Anmerkungen                           |
| ---- | ----------------------------------- | --- | ------------------------------------- |
| 2000 | Melassa                             | PL13 (14 Wo.)PL |                                       |
| 2001 | Melodie Kurta Weill’a i coś ponadto | PL1 (22 Wo.)PL | Erstveröffentlichung: 7. Mai 2001     |
| 2004 | Czterdziesty Pierwszy               | PL1 (20 Wo.)PL | Erstveröffentlichung: 1. Oktober 2004 |
| 2005 | Los się musi odmienić               | PL1 (18 Wo.)PL | Erstveröffentlichung: 6. Juni 2005    |
| 2008 | Silny Kazik pod wezwaniem           | PL2 (15 Wo.)PL |                                       |
| 2020 | Zaraza                              | PL1 Platin · (33 Wo.)PL | Erstveröffentlichung: 5. Juni 2020    |

Weitere Alben
- 1991: Spalam się
- 1993: Spalaj się!
- 1995: Oddalenie
- 1997: 12 Groszy (PL: Platin)
- 2003: Piosenki Toma Waitsa
- 2018: Warhead

### Kazik na Żywo
| Jahr | Titel  | Höchstplatzierung, Gesamtwochen, AuszeichnungChartsChartplatzierungen (Jahr, Titel, Platzierungen, Wochen, Auszeichnungen, Anmerkungen) | Anmerkungen |
| Jahr | Titel  | PL | Anmerkungen |
| ---- | ------ | --- | ----------- |
| 2002 | Występ | PL1 (17 Wo.)PL |             |

Weitere Alben
- 1994: Na żywo, ale w studio
- 1995: Porozumienie Ponad Podziałami
- 1999: Las Maquinas de la Muerte
- 2011: Bar la Curva/Plamy na słońcu

### El Doopa
- 2000: A pudle?
- 2007: Gra?

### Buldog
- 2006: Płyta

### Mazzoll Kazik And Arythmic Perfection
- 1997: Rozmowa S Catem

### Kazik oraz Kwartet ProForma
| Jahr | Titel                     | Höchstplatzierung, Gesamtwochen, AuszeichnungChartsChartplatzierungen (Jahr, Titel, Platzierungen, Wochen, Auszeichnungen, Anmerkungen) | Anmerkungen                         |
| Jahr | Titel                     | PL | Anmerkungen                         |
| ---- | ------------------------- | --- | ----------------------------------- |
| 2015 | Wiwisekcja                | PL11 (10 Wo.)PL | Erstveröffentlichung: 27. März 2015 |
| 2017 | Tata Kazika Kontra Hedora | PL3 (20 Wo.)PL | Erstveröffentlichung: 19. Mai 2017  |